# Umberto Pirrone
Umberto Pirrone (17 giugno 1972) è un ex lottatore italiano, specializzato nella lotta libera.

## Biografia
Si mise in mostra a livello giovanile agli europei cadetti di Smirne 1988, in cui vinse il bronzo. 
Rappresentò l'Italia ai Giochi del Mediterraneo di Atene 1991, dove vinse la medaglia di bronzo nel torneo dei -57 kg.
Partecipò ai mondiali di Varna 1991, classificandosi ventiduesimo.
Fece parte della spedizione italiana ai Giochi del Mediterraneo di Linguadoca-Rossiglione, senza riuscire a salire sul podio.
Fu campione italiano nella lotta libera -57 kg nel 1992, nel 1993 e nel 1995.

## Palmarès
- Giochi del Mediterraneo

Atene 1991: bronzo nei -57 kg.
- Europei cadetti

Smirne 1988: bronzo nei -55

### Competizioni nazionali
- Campionati italiani di lotta libera: 3 titoli

 Oro nel 1992, 1993 e 1995.